# Raviner i Nilsböle
Raviner i Nilsböle este o arie protejată (arie specială de conservare — SAC, sit de importanță comunitară — SCI) din Suedia întinsă pe o suprafață de 4,7 ha, integral pe uscat.

## Localizare
Centrul sitului Raviner i Nilsböle este situat la coordonatele 62°39′33″N 16°52′34″E / 62.6591°N 16.8762°E.

## Înființare
Situl Raviner i Nilsböle a fost declarat sit de importanță comunitară în aprilie 2004 pentru a proteja 1 specie de plante. Situl a fost protejat și ca arie specială de conservare în martie 2011.

## Biodiversitate
Situată în ecoregiunea boreală, aria protejată nu include niciun habitat protejat.
La baza desemnării sitului se află o specie protejată de  plante: Cinna latifolia.